# Tom-H@ck
Tom-H@ck（トム-ハック、1985年5月13日 - ）は、日本のミュージシャン、作曲家、編曲家、ギタリスト、実業家。CAT entertainment株式会社代表取締役。宮城県石巻市出身。本名、大嶋文博（おおしま ともひろ）。

## 人物
幼いころから父の音楽機材に囲まれ、祖父が尺八 、父親がギターを演奏している環境に育った。8歳のころにX JAPANを好きになり、従兄弟にYOSHIKIモデルのドラムスティックを見せられたことがきっかけでドラムを叩き始め、中学3年生でギターと曲作りを同時に始める。高校卒業後は音楽の専門学校へ進み、時東ぁみのバックバンドなどでプロとしての活動を開始。21歳で作曲家になることを決意し、作編曲家の百石元に2年間師事。2009年、アニメ「けいおん!」のOPテーマ曲「Cagayake!GIRLS」で作曲家としてデビュー。作編曲家としてキャリアを積んでいく中で、所属していた事務所社長にアーティストとしての活動を勧められたことを契機に、現在では自ら表に立ちアーティストとしても活躍している。
提供楽曲はアーティスト、ヴィジュアル系バンド、アイドル、アニメ、ゲーム等幅広く手がけている。ジャンルもロック、ジャズ、オーケストラ、アンビエントなど多岐にわたる。また全ての音楽をフラットに捉え「ごった煮状態」のジャンルレスな楽曲も得意としている。好んで音楽理論を学ぶ性格らしく、クラシック方面の和声からジャズ理論まで「勉強したがりだ」とも公言している。また、「ハイパーヨーヨーのプロ資格を持っており、自分でトリックの開発をしていた」とツイッター上で発言している。影響を受けた音楽はリンプ・ビズキット、リンキン・パーク、レイジ・アゲインスト・ザ・マシーンなどのロックバンドや「グランディア」などのゲーム音楽。
自身の制作チームが音楽プロダクション「F.M.F」から暖簾分けのかたちで、2016年5月に株式会社「TaWaRa」を設立。その代表取締役に就任した。2020年7月1日にはTaWaRa及びF.M.Fからタレント部門を独立・合併させてできた新企業「CAT entertainment」を設立し、代表取締役に就任した。
2019年3月1日に「Cagayake!GIRLS」が平成アニソン大賞の作曲賞（2000年 - 2009年）に選出された。
2016年時点では「OxT」（オーイシマサヨシとの共同ユニット）、および「MYTH & ROID」にてアーティスト活動している。2020年12月31日にYouTubeチャンネル「トムハック社長の【とむちゃんねる】」を開設した後翌年1月1日に動画を投稿し、YouTuberとしての活動も開始した。

## 提供

### アーティスト
- イヤホンズ
  - 私でキマリ☆ ※奈良悠樹との共同作編曲
- 入野自由
  - Faith（作曲・編曲）
- えなこ
  - SP-LuSH ROAD（作曲）
- 岡平健治
  - リンゴ（編曲）
- SuG
  - gr8 Story（編曲）
  - milk tune.（編曲）
  - G☆E☆T☆G（編曲）
  - 武士道-bushido-FREAKY（編曲）
  - sweet box refrain（編曲）
  - UMBILICAL <new arrange version>（編曲）
  - 薫（編曲）
  - L.E.D Ghosty（編曲）
  - dot.0（編曲）
  - 小悪魔Sparkling（編曲）
  - Five Starz 〜五枚目俳優〜（編曲）
  - 夏音 -kanon-（編曲）
  - R.P.G.〜Rockin' Playing Game（編曲）
  - don't stop da muzic（編曲）
  - 無条件幸福論（編曲）
  - Crazy Bunny Coaster（編曲）
  - NO OUT NO LIFE（編曲）
  - ID fudge factor（編曲）
  - welcome   II（編曲）
  - mad$hip（編曲）
  - funky Idiot（編曲）
  - Fast Food Hunters（編曲）
  - Pimp My Cars（編曲）
  - 無条件幸福論<album version>（編曲）
  - Rocket World（編曲）
  - scramble我が道（編曲）
  - 美空（編曲）
  - ☆ギミギミ☆（編曲）
- 燦鳥ノム
  - 君にルムウム（作曲）[10]
- T.M.Revolution
  - Albireo -アルビレオ-（編曲）
- でんぱ組.inc
  - あした地球がこなごなになっても（編曲）
  - 破! to the Future（作曲）
  - ボン・デ・フェスタ（作曲）
- 富田美憂
  - 砂の世界　(作曲)
- 日笠陽子
  - Glamorous days（作曲・編曲）
- 平野綾
  - VOXX（作曲・編曲）
- 飛蘭
  - fortitude（作曲・編曲）
  - I sing by my soul（編曲）
- マジカル・パンチライン
  - Magiかよ!? BiliBili☆パンチライン （作編曲）[11]
  - マジカル・ジャーニー・ツアー （作編曲）[12]
- ももいろクローバーZ
  - 愛を継ぐもの（編曲）
- 宮下遊
  - アノニマス・エゴイズム　(作曲)
  - 降伏論　(作曲)
- LOVE DIVING
  - fake realistic（作曲・編曲）
  - our days（作曲・編曲）
- LiSA
  - Wake up! Sloth（作曲・編曲）

### テレビアニメ
- けいおん!
  - Cagayake!GIRLS（作曲・編曲）
  - ギー太に首ったけ（作曲・編曲）
  - 『レッツゴー』（作曲・編曲）
  - Girly Storm 疾走 Stick（作曲・編曲）
  - じゃじゃ馬Way To Go（作曲・編曲）
  - 私は私の道を行く（作曲・編曲）
- ミラクル☆トレイン〜大江戸線へようこそ〜
  - montage（編曲）
  - Platform × Naturally（作曲・編曲）
- 聖痕のクェイサー
  - Passionate squall（作曲・編曲）
- けいおん!!
  - GO! GO! MANIAC（作曲・編曲）
  - Utauyo!!MIRACLE（作曲・編曲）
  - Oh My ギー太!!（作曲・編曲）
  - 冬の日（作曲・編曲）
  - Drumming Shining My Life（作曲・編曲）
  - Over the Starlight（作曲・編曲）
  - Joyful Todays（作曲・編曲）
  - Jump（作曲・編曲）
  - Midnight スーパースター☆☆☆（作曲・編曲）
- 僕は友達が少ない
  - BGM
  - 残念系隣人部★★☆（星二つ半）（作曲・編曲）
  - 私のキ・モ・チ（作曲・編曲）
  - あたしのキ・モ・チ（作曲）
  - 戦けよ、冥闇の王は降りた（作曲）
  - Pureness Shyness（作曲・編曲）
  - 欲張りMySoul（作曲・編曲）
  - 強き心に花よ咲け（作曲・編曲）
  - FLOWER（作曲）
  - 天才妄想科学論（作曲・編曲）
  - 不機嫌*吸血鬼（作曲）
  - Hello, Happy Sunday!!（作曲・編曲）
- ヤマノススメ
  - BGM（Flying-Pan名義、yamazoとの共同）
  - スタッカート・デイズ（作曲）
- 僕は友達が少ないNEXT
  - BGM
  - Be My Friend（作曲・編曲）
  - ぶいえす!!らいばる!!（作曲・編曲）
  - 思い出シュノーケル（作曲）
  - Staring Stars（作曲・編曲）
  - Be My Friend -星奈Featuring隣人部 VER-（作曲・編曲）
  - 送信履歴（作曲・編曲）
  - Be My Friend -夜空Featuring隣人部 VER-（作曲・編曲）
  - FANTASISTA（作曲・編曲）
  - Be My Friend -幸村Featuring隣人部 VER-（作曲・編曲）
  - PASTEL B☆X（作曲）
  - Be My Friend -小鳩Featuring隣人部 VER-（作曲・編曲）
- デート・ア・ライブII
  - DOUBLE PUNCH LOVE（作曲）
- ヤマノススメ セカンドシーズン
  - BGM（yamazoとの共同）
  - 夏色プレゼント（作曲・編曲）
  - 毎日コハルビヨリ（作曲・編曲）
- スクールガールストライカーズ Animation Channel
  - 未来系ストライカーズ（作曲・編曲）
- うちタマ?! 〜うちのタマ知りませんか?〜
  - BGM
- あはれ！名作くん
  - エブリ名作 is あはれ（作曲）

### OVA
- ヤマノススメ おもいでプレゼント
  - BGM（yamazoと共同）
  - おもいでクリエイターズ（作曲）※うたたね歌菜との共作曲

### 劇場版アニメ
- 映画けいおん!
  - いちばんいっぱい（作曲）
  - Unmei♪wa♪Endless!（作曲・編曲）

### ゲーム
- GuitarFreaks XG2/DrumMania XG2
  - X-Plan（Tom-H@ck feat. Nadia名義）
- GuitarFreaks XG3/DrumMania XG3
  - Dragontail Butterfly（Tom-H@ck feat. Nadia名義）
- GITADORA
  - 8-eight-（Tom-H@ck feat. Nadia名義）
- グランツーリスモ6 グランツーリスモSPORT
  - Ebullience
  - I Was Born To Survive
- けいおん! 放課後ライブ!! 
  - Cagayake!GIRLS（作曲・リアレンジ）
  - ギー太に首ったけ（作曲・リアレンジ）
  - Girly Storm 疾走 Stick（作曲・リアレンジ）
  - じゃじゃ馬Way To Go（作曲・リアレンジ）
  - 私は私の道を行く（作曲・リアレンジ）
  - 『レッツゴー』（作曲・リアレンジ）
- オンゲキ
  - P！P！P！P！がおー！！(作曲)[13]

## 作品
- OxT

※Tom-H@ck featuring 大石昌良の作品も含む
- MYTH & ROID

- Far East Peach
  - Naughtic（作曲・編曲）